# Richard Dorment
Richard Dorment (né en 1946) est un historien de l'art et commissaire d'exposition britannique. Il a travaillé comme critique d'art pour The Daily Telegraph de 1986 à 2015.

## Biographie

### Jeunesse
Richard Dorment est né aux États-Unis en 1946. Il est diplômé avec distinction de l'université de Princeton en 1968 où il a étudié l'histoire de l'art. Son travail de troisième cycle se déroule à l'Université Columbia, où il est membre du corps professoral de 1968 à 1972. Il complète son doctorat à l'université Columbia en 1975 avec une thèse sur les mosaïques d'Edward Burne-Jones pour l'église San Paolo dentro le Mura, l'église américaine de Rome,.

### Carrière
Richard Dorment travaille comme conservateur adjoint au département de peinture européenne du Philadelphia Museum of Art. Il s'installe ensuite à Londres où il écrit un Catalogue of British Painting au Philadelphia Museum of Art en 1986 et une biographie du sculpteur britannique Alfred Gilbert ,. Il devient critique d'art en chef du Daily Telegraph en 1986, . Après sa retraite en 2015, il publie un recueil de ses critiques intitulé Exhibitionist: Writing about Art for a Daily Newspaper (Exhibitionniste : écrire sur l'art pour un journal quotidien) en 2016.
En 1989, il fait partie du jury du Turner Prize. Il a également été membre du comité consultatif de la Government Art Collection, membre du comité d'examen de l'exportation d'œuvres d'art et membre du comité consultatif du British Council pour les arts visuels. Il était administrateur de la Wallace Collection et administrateur de la Watts Gallery depuis 1996. Il est un collaborateur de la New York Review of Books et a également écrit pour le Burlington Magazine, le Times Literary Supplement et la Literary Review.

### Vie personnelle
Ricahrd Dorment a épousé la romancière Harriet Waugh en 1985 et a deux enfants d'un précédent mariage.

## Fondation Andy Warhol
En 2009, il écrit le premier d'une série d'articles dans The New York Review of Books remettant en question les méthodes et les décisions de l'Art Authentication Board de la Fondation Andy Warhol. En 2011, le président du conseil d'administration de la Fondation Andy Warhol a annoncé la fermeture de l'Art Authentication Board. L'année suivante, la Fondation annonce qu'elle vend les œuvres de Warhol qu'elle possède.

## Expositions
Richard Dorment  est commissaire de l'exposition « Alfred Gilbert : Sculpteur et Orfèvre » à la Royal Academy of Arts en 1986. Il contribue au catalogue de l'exposition « Victorian High Renaissance » en 1978. De 1994 à 1995, il est co-commissaire de l'exposition James Abbott McNeill Whistler à la Tate Gallery.

## Honneurs et récompenses
Richard Dorment a été élu membre de la Society of Antiquaries of London (FSA) en 2013. Lors de la promotion du Nouvel An 2014, il a été nommé commandeur de l'Ordre de l'Empire britannique (CBE) « pour services rendus aux arts ».
Il a remporté le prix Hawthornden pour la critique d'art en Grande-Bretagne en 1992 ; en 2000 il a été nommé critique de l'année aux British Press Awards et en 2014, sa critique de la réouverture du Rijksmuseum Amsterdam a remporté le Holland Prize.

## Publications (sélection)
- Richard Dorment, Exhibitionist: Writing about Art for a Daily Newspaper, Bitter Lemon Press, 2016 (ISBN 978-1908524676)
- Richard Dorment, Margaret McDonald, James McNeill Whistler, Harry N Abrams, 1995 (ISBN 0810939762)
- Richard Dorment, British Painting in the Philadelphia Museum of Art: From the seventeenth through the nineteenth century, septembre 1986 (ISBN 0812280350, lire en ligne)
- Richard Dorment, Alfred Gilbert, Sculptor and Goldsmith, Royal Academy catalogue, 1986 (ISBN 0297788760)
- Richard Dorment, Alfred Gilbert, Yale University Press, 10 septembre 1986 (ISBN 0300033885)